# Myrcia tenuivenosa
Myrcia tenuivenosa är en myrtenväxtart som beskrevs av Hjalmar Frederik Christian Kiaerskov. Myrcia tenuivenosa ingår i släktet Myrcia och familjen myrtenväxter. Inga underarter finns listade i Catalogue of Life.